# Maquis

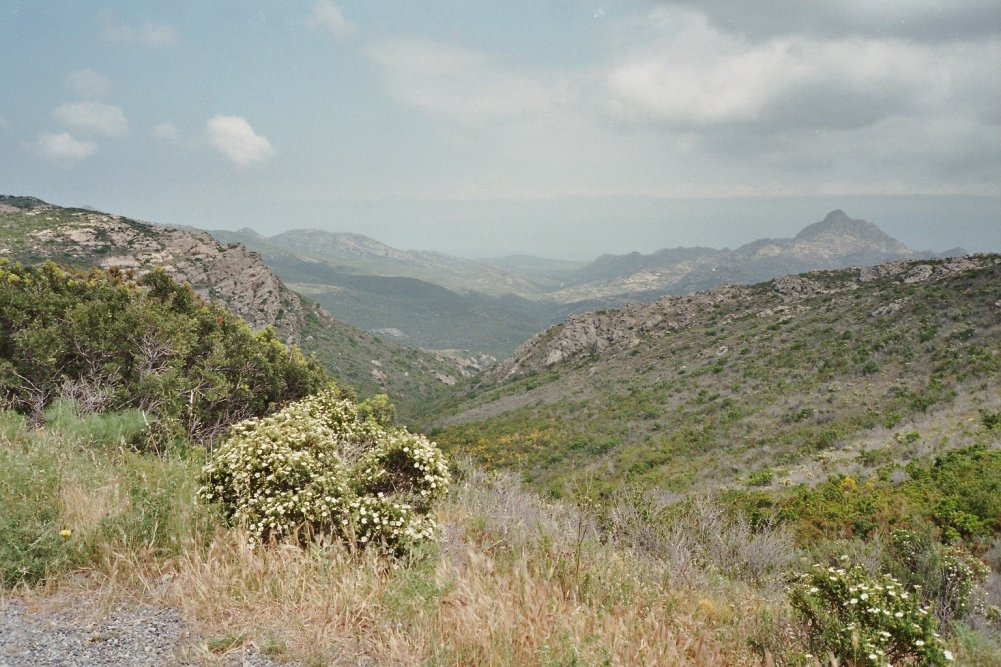
Maquis na Córsega.

Maquis, também aportuguesado para maqui, é uma formação vegetal da região do Mediterrâneo que em geral se estabelece em solos siliciosos. O maquis é uma vegetação abundante da Córsega.

## Espécies vegetais típicas
Entre as plantas típicas do maquis temos:
- Alecrim (Rosmarinus officinalis)
- Calicotome spinosa
- Cistus monspeliensis
- Cistus laurifolius
- Cistus salviifolius
- vários Helichrysum, como o Helichrysum italicum
- Medronheiro (Arbutus unedo)
- Myrtus communis
- Phillyrea angustifolia
- Pistacia lentiscus
- Rosmaninho (Lavandula stoechas)
- Urze-molar (Erica arborea)